# Giải Quả cầu vàng cho nam diễn viên phim chính kịch xuất sắc nhất
Giải Quả cầu vàng cho nam diễn viên phim chính kịch xuất sắc nhất là một trong các giải Quả cầu vàng được Hiệp hội báo chí nước ngoài ở Hollywood trao hàng năm. Giải này được trao lần đầu vào năm 1951, trước đó chỉ có một giải duy nhất cho"nam diễn viên điện ảnh xuất sắc nhất"(Best Actor in a Motion Picture), sau này giải tách ra thành 2 là giải này cùng với Giải Quả cầu vàng cho nam diễn viên điện ảnh xuất sắc nhất – ca nhạc hoặc hài.
Danh hiệu chính thống đã thay đổi so với tên khởi nguồn. Năm 2005, giải mang tên: Diễn xuất xuất sắc nhất bởi một nam diễn viên trong phim - chính kịch (tiếng Anh: Best Performance by an Actor in a Motion Picture – Drama). Lần trao giải năm 2013, nó được viết là: Diễn viên xuất sắc nhất trong một phim - chính kịch (tiếng Anh:"Best Actor in a Motion Picture – Drama")
Ghi chú: 
- "†"biểu thị diễn viên cũng đoạt Giải Oscar.
- "‡"biểu thị diễn viên chỉ được đề cử giải Oscar trong cùng năm.

## Những người đoạt giải và những người được đề cử

### Thập niên 1940
- 1943: Paul Lukas – Watch on the Rhine
- 1944: Alexander Knox – Wilson
- 1945: Ray Milland – The Lost Weekend
- 1946: Gregory Peck – The Yearling
- 1947: Ronald Colman – A Double Life
- 1948: Laurence Olivier – Hamlet
- 1949: Broderick Crawford – All the King's Men

### Thập niên 1950
1950: José Ferrer - Cyrano de Bergerac
- Louis Calhern – The Magnificent Yankee
- James Stewart – Harvey
- 1951 Fredric March – Death of a Salesman
- 1952 Gary Cooper – High Noon
- 1953 Spencer Tracy – The Actress
- 1954 Marlon Brando – On the Waterfront
- 1955 Ernest Borgnine – Marty
- 1956 Kirk Douglas – Lust for Life
- 1957 Alec Guinness – The Bridge on the River Kwai

1958: David Niven – Separate Tables
- Tony Curtis – The Defiant Ones
- Robert Donat – The Inn of the Sixth Happiness
- Sidney Poitier – The Defiant Ones
- Spencer Tracy – The Old Man and the Sea

1959: Anthony Franciosa – Career ‡
- Richard Burton – Look Back in Anger
- Charlton Heston – Ben-Hur †
- Fredric March – Middle of the Night
- Joseph Schildkraut – The Diary of Anne Frank vai Otto Frank

### Thập niên 1960
1960: Burt Lancaster – Elmer Gantry †
- Trevor Howard – Sons and Lovers
- Laurence Olivier – Spartacus
- Dean Stockwell – Sons and Lovers
- Spencer Tracy – Inherit the Wind

1961: Maximilian Schell – Judgment at Nuremberg †
- Warren Beatty – Splendor in the Grass
- Maurice Chevalier – Fanny
- Paul Newman – The Hustler
- Sidney Poitier – A Raisin in the Sun

1962: Gregory Peck - To Kill a Mockingbird †
- Bobby Darin - Pressure Point
- Laurence Harvey - The Wonderful World of the Brothers Grimm
- Jackie Gleason - Gigot
- Burt Lancaster - Birdman of Alcatraz
- Jack Lemmon - Days of Wine and Roses
- James Mason - Lolita
- Paul Newman - Sweet Bird of Youth
- Peter O'Toole - Lawrence of Arabia
- Anthony Quinn - Lawrence of Arabia

1963: Sidney Poitier - Lilies of the Field †
- Marlon Brando - The Ugly American
- Stathis Giallelis - America, America
- Rex Harrison - Cleopatra
- Steve McQueen - Love with the Proper Stranger
- Paul Newman - Hud
- Gregory Peck - Captain Newman, M.D.
- Tom Tryon - The Cardinal

1964: Peter O'Toole – Becket
- Richard Burton – Becket
- Anthony Franciosa – Rio Conchos
- Fredric March – Seven Days in May
- Anthony Quinn – Alexis Zorbas

1965: Omar Sharif - Doctor Zhivago ‡
- Rex Harrison - The Agony and the Ecstasy
- Sidney Poitier - A Patch of Blue
- Rod Steiger - The Pawnbroker
- Oskar Werner - Ship of Fools

1966: Paul Scofield – A Man for All Seasons †
- Richard Burton – Who's Afraid of Virginia Woolf?
- Michael Caine – Alfie
- Steve McQueen – The Sand Pebbles
- Max von Sydow – Hawaii

1967: Rod Steiger – In the Heat of the Night †
- Alan Bates – Far from the Madding Crowd
- Warren Beatty – Bonnie and Clyde
- Paul Newman – Cool Hand Luke
- Sidney Poitier – In the Heat of the Night
- Spencer Tracy – Guess Who's Coming to Dinner (sau khi qua đời)

1968: Peter O'Toole – The Lion in Winter
- Alan Arkin – The Heart Is a Lonely Hunter
- Alan Bates – The Fixer
- Tony Curtis – The Boston Strangler
- Cliff Robertson – Charly †

1969: John Wayne – True Grit †
- Alan Arkin – Popi
- Richard Burton – Anne of the Thousand Days
- Dustin Hoffman – Midnight Cowboy
- Jon Voight – Midnight Cowboy

### Thập niên 1970
1970: George C. Scott - Patton vai George S. Patton †
- Melvyn Douglas - I Never Sang for My Father
- James Earl Jones - The Great White Hope
- Jack Nicholson - Five Easy Pieces
- Ryan O'Neal - Love Story

1971: Gene Hackman - The French Connection †
- Peter Finch - Sunday Bloody Sunday
- Malcolm McDowell - A Clockwork Orange
- Jack Nicholson - Carnal Knowledge
- George C. Scott - The Hospital

1972: Marlon Brando - The Godfather †
- Michael Caine - Sleuth
- Laurence Olivier - Sleuth
- Al Pacino - The Godfather
- Jon Voight - Deliverance

1973: Al Pacino - Serpico
- Robert Blake - Electra Glide in Blue
- Jack Lemmon - Save the Tiger †
- Steve McQueen - Papillon
- Jack Nicholson - The Last Detail

1974: Jack Nicholson - Chinatown
- James Caan - The Gambler
- Gene Hackman - The Conversation
- Dustin Hoffman - Lenny
- Al Pacino - The Godfather: Part II

1975: Jack Nicholson - One Flew Over the Cuckoo's Nest †
- Gene Hackman - French Connection II
- Al Pacino - Dog Day Afternoon
- Maximilian Schell - The Man in the Glass Booth
- James Whitmore - Give 'em Hell, Harry!

1976: Peter Finch - Network vai Howard Beale (truy tặng) † 
- David Carradine - Bound for Glory
- Robert De Niro - Taxi Driver
- Dustin Hoffman - Marathon Man
- Sylvester Stallone - Rocky

1977: Richard Burton - Equus
- Marcello Mastroianni - A Special Day (Una giornata particolare)
- Al Pacino - Bobby Deerfield
- Gregory Peck - MacArthur
- Henry Winkler - Heroes

1978: Jon Voight - Coming Home †
- Brad Davis - Midnight Express
- Robert De Niro - The Deer Hunter
- Anthony Hopkins - Magic
- Gregory Peck - The Boys from Brazil

1979: Dustin Hoffman - Kramer vs. Kramer †
- Jack Lemmon - The China Syndrome
- Al Pacino - ...And Justice for All
- Jon Voight - The Champ
- James Woods - The Onion Field

### Thập niên 1980
1980: Robert De Niro – Raging Bull vai Jake LaMotta †
- John Hurt – The Elephant Man vai John Merrick
- Jack Lemmon – Tribute vai Scottie Templeton
- Peter O'Toole – The Stunt Man vai Eli Cross
- Donald Sutherland – Ordinary People vai Calvin Jarrett

1981: Henry Fonda – On Golden Pond vai Norman Thayer †
- Warren Beatty – Reds vai John Reed
- Timothy Hutton – Taps vai Brian Moreland
- Burt Lancaster – Atlantic City vai Lou Pascal
- Treat Williams – Prince of the City vai Daniel Ciello

1982: Ben Kingsley – Gandhi vai Mahatma Gandhi †
- Albert Finney – Shoot the Moon vai George Dunlap
- Richard Gere – An Officer and a Gentleman vai Zack Mayo
- Jack Lemmon – Missing vai Ed Horman
- Paul Newman – The Verdict vai Frank Galvin

1983: Tom Courtenay – The Dresser vai Norman 

1983: Robert Duvall – Tender Mercies vai Mac Sledge †
- Tom Conti – Reuben, Reuben vai Gowan McGland
- Richard Farnsworth – The Grey Fox vai Bill Miner/George Edwards
- Albert Finney – The Dresser vai Sir
- Al Pacino – Scarface vai Tony Montana
- Eric Roberts – Star 80 vai Paul Snider

1984: F. Murray Abraham – Amadeus vai Antonio Salieri †
- Jeff Bridges – Starman vai Starman/Scott Hayden
- Albert Finney – Under the Volcano vai Geoffrey Firmin
- Tom Hulce – Amadeus vai Wolfgang Amadeus Mozart
- Sam Waterston – The Killing Fields vai Sydney Schanberg

1985: Jon Voight – Runaway Train vai Oscar Manheim 
- Harrison Ford – Witness vai John Book
- Gene Hackman – Twice in a Lifetime vai Harry MacKenzie
- William Hurt – Kiss of the Spider Woman vai Luis Molina †
- Raúl Juliá – Kiss of the Spider Woman vai Valentin Arregui

1986: Bob Hoskins - Mona Lisa vai George
- Harrison Ford - The Mosquito Coast vai Allie Fox
- Dexter Gordon - Round Midnight vai Dale Turner
- William Hurt - Children of a Lesser God vai James Leeds
- Jeremy Irons - The Mission vai Father Gabriel
- Paul Newman - The Color of Money vai Fast Eddie Felson †

1987: Michael Douglas - Wall Street vai Gordon Gekko †
- John Lone - The Last Emperor vai Hoàng đế Phổ Nghi/Henry
- Jack Nicholson - Ironweed vai Francis Phelan
- Nick Nolte - Weeds vai Lee Umstetter
- Denzel Washington - Cry Freedom vai Steve Biko

1988: Dustin Hoffman - Rain Man vai Raymond Babbitt †
- Gene Hackman - Mississippi Burning vai Rupert Anderson
- Tom Hulce - Dominick and Eugene vai Dominick 'Nicky' Luciano
- Edward James Olmos - Stand and Deliver vai Jaime A. Escalante
- Forest Whitaker - Bird vai Charlie"Bird"Parker

1989: Tom Cruise - Born on the Fourth of July vai Ron Kovic
- Daniel Day-Lewis - My Left Foot: The Story of Christy Brown vai Christy Brown †
- Jack Lemmon - Dad vai Jake Tremont
- Al Pacino - Sea of Love vai Frank Keller
- Robin Williams - Dead Poets Society vai John Keating

### Thập niên 1990
1990: Jeremy Irons – Reversal of Fortune vai Claus von Bülow †
- Kevin Costner – Dances with Wolves vai John Dunbar/Dances With Wolves
- Richard Harris – The Field vai Bull McCabe
- Al Pacino – The Godfather: Part III vai Michael Corleone
- Robin Williams – Awakenings vai Malcolm Sayer

1991: Nick Nolte – The Prince of Tides vai Tom Wingo
- Warren Beatty – Bugsy vai Benjamin"Bugsy"Siegel
- Kevin Costner – JFK vai Jim Garrison
- Robert De Niro – Cape Fear vai Max Cady
- Anthony Hopkins – The Silence of the Lambs vai Hannibal Lecter †

1992: Al Pacino – Scent of a Woman vai Frank Slade †
- Tom Cruise – A Few Good Men vai Daniel Kaffee
- Robert Downey, Jr. – Chaplin vai Charlie Chaplin
- Jack Nicholson – Hoffa vai James"Jimmy"Hoffa
- Denzel Washington – Malcolm X vai Malcolm X

1993: Tom Hanks – Philadelphia vai Andrew Beckett †
- Daniel Day-Lewis – In the Name of the Father vai Gerry Conlon
- Harrison Ford – The Fugitive vai Richard Kimble
- Anthony Hopkins – The Remains of the Day vai Stevens
- Liam Neeson – Schindler's List vai Oskar Schindler

1994: Tom Hanks – Forrest Gump vai Forrest Gump †
- Morgan Freeman – The Shawshank Redemption vai Ellis Boyd"Red"Redding
- Paul Newman – Nobody's Fool vai Donald"Sully"Sullivan
- Brad Pitt – Legends of the Fall vai Tristan Ludlow
- John Travolta – Pulp Fiction vai Vincent Vega

1995: Nicolas Cage – Leaving Las Vegas vai Ben Sanderson †
- Richard Dreyfuss – Mr. Holland's Opus vai Glenn Holland
- Anthony Hopkins – Nixon vai Richard Nixon
- Ian McKellen – Richard III vai King Richard III
- Sean Penn – Dead Man Walking vai Matthew Poncelet

1996: Geoffrey Rush – Shine vai David Helfgott †
- Ralph Fiennes – The English Patient vai László de Almásy
- Mel Gibson – Ransom vai Tom Mullen
- Woody Harrelson – The People vs. Larry Flynt vai Larry Flynt
- Liam Neeson – Michael Collins vai Michael Collins

1997: Peter Fonda – Ulee's Gold vai Ulysses"Ulee"Jackson
- Matt Damon – Good Will Hunting vai Will Hunting
- Daniel Day-Lewis – The Boxer vai Danny Flynn
- Leonardo DiCaprio – Titanic vai Jack Dawson
- Djimon Hounsou – Amistad vai Joseph Cinqué

1998: Jim Carrey – The Truman Show vai Truman Burbank ‡
- Stephen Fry – Wilde vai Oscar Wilde
- Tom Hanks – Saving Private Ryan vai John H. Miller
- Ian McKellen – Gods and Monsters vai James Whale
- Nick Nolte – Affliction vai Wade Whitehouse

1999: Denzel Washington – The Hurricane vai Rubin"Hurricane"Carter
- Russell Crowe – The Insider vai Jeffrey Wigand
- Matt Damon – The Talented Mr. Ripley vai Tom Ripley
- Richard Farnsworth – The Straight Story vai Alvin Straight
- Kevin Spacey – American Beauty vai Lester Burnham †

### Thập niên 2000
2000: Tom Hanks – Cast Away vai Chuck Noland
- Javier Bardem – Before Night Falls vai Reinaldo Arenas
- Russell Crowe – Gladiator vai Maximus Decimus Meridius †
- Michael Douglas – Wonder Boys vai Grady Tripp
- Geoffrey Rush – Quills vai Marquis de Sade

2001: Russell Crowe – A Beautiful Mind vai John Nash
- Will Smith – Ali vai Muhammed Ali
- Kevin Spacey – The Shipping News vai Quoyle
- Billy Bob Thornton – The Man Who Wasn't There vai Ed Crane
- Denzel Washington – Training Day vai Alonzo Harris †

2002: Jack Nicholson – About Schmidt vai Warren R. Schmidt
- Adrien Brody – The Pianist vai Władysław Szpilman †
- Michael Caine – The Quiet American vai Thomas Fowler
- Daniel Day-Lewis – Gangs of New York vai William Cutting
- Leonardo DiCaprio – Catch Me If You Can vai Frank Abagnale, Jr.

2003: Sean Penn – Mystic River vai Jimmy Markum †
- Russell Crowe – Master and Commander: The Far Side of the World vai Jack Aubrey
- Tom Cruise – The Last Samurai vai Nathan Algren
- Ben Kingsley – House of Sand and Fog vai Massoud Behrani
- Jude Law – Cold Mountain vai W. P. Inman

2004: Leonardo DiCaprio – The Aviator vai Howard Hughes
- Javier Bardem – The Sea Inside (Mar adentro) vai Ramón Sampedro
- Don Cheadle – Hotel Rwanda vai Paul Rusesabagina
- Johnny Depp – Finding Neverland vai J.M. Barrie
- Liam Neeson – Kinsey vai Alfred Kinsey

2005: Philip Seymour Hoffman – Capote vai Truman Capote †
- Russell Crowe – Cinderella Man vai James J. Braddock
- Terrence Howard – Hustle & Flow vai DJay
- Heath Ledger – Brokeback Mountain vai Ennis del Mar
- David Strathairn – Good Night, and Good Luck. vai Edward R. Murrow

2006: Forest Whitaker – The Last King of Scotland vai Idi Amin †
- Leonardo DiCaprio – Blood Diamond vai Danny Archer
- Leonardo DiCaprio – The Departed vai William Costigan, Jr.
- Peter O'Toole – Venus vai Maurice
- Will Smith – The Pursuit of Happyness vai Chris Gardner

2007: Daniel Day-Lewis – There Will Be Blood vai Daniel Plainview †
- George Clooney – Michael Clayton vai Michael Clayton
- James McAvoy – Atonement vai Robbie Turner
- Viggo Mortensen – Eastern Promises vai Nikolai Luzhin
- Denzel Washington – American Gangster vai Frank Lucas

2008: Mickey Rourke – The Wrestler vai Randy"The Ram"Robinson
- Leonardo DiCaprio – Revolutionary Road vai Frank Wheeler
- Frank Langella – Frost/Nixon vai Richard Nixon
- Sean Penn – Milk vai Harvey Milk †
- Brad Pitt – The Curious Case of Benjamin Button vai Benjamin Button

2009: Jeff Bridges – Crazy Heart vai Bad Blake †
- George Clooney – Up in the Air vai Ryan Bingham
- Colin Firth – A Single Man vai George Falconer
- Morgan Freeman – Invictus vai Nelson Mandela
- Tobey Maguire – Brothers vai Sam Cahill

## Thập niên 2010
| Năm  | Diễn viên            | Vai diễn                 | Phim                          |
| ---- | -------------------- | ------------------------ | ----------------------------- |
| 2010 | Colin Firth          | George VI của Anh        | The King's Speech             |
| 2010 | Jesse Eisenberg      | Mark Zuckerberg          | The Social Network            |
| 2010 | James Franco         | Aron Ralston             | 127 Hours                     |
| 2010 | Ryan Gosling         | Dean                     | Blue Valentine                |
| 2010 | Mark Wahlberg        | Micky Ward               | The Fighter                   |
| 2011 | George Clooney ‡     | Matt King                | The Descendants               |
| 2011 | Leonardo DiCaprio    | J. Edgar Hoover          | J. Edgar                      |
| 2011 | Michael Fassbender   | Brandon Sullivan         | Shame                         |
| 2011 | Ryan Gosling         | Stephen Meyers           | The Ides of March             |
| 2011 | Brad Pitt ‡          | Billy Beane              | Moneyball ‡                   |
| 2012 | Daniel Day-Lewis †   | Abraham Lincoln          | Lincoln ‡                     |
| 2012 | Richard Gere         | Robert Miller            | Arbitrage                     |
| 2012 | John Hawkes          | Mark O'Brien             | The Sessions                  |
| 2012 | Joaquin Phoenix ‡    | Freddie Quell            | The Master                    |
| 2012 | Denzel Washington ‡  | William"Whip"Whitaker    | Flight                        |
| 2013 | Matthew McConaughey  | Ron Woodroof             | Dallas Buyers Club            |
| 2013 | Chiwetel Ejiofor     | Solomon Northup          | 12 Years a Slave              |
| 2013 | Idris Elba           | Nelson Mandela           | Mandela: Long Walk to Freedom |
| 2013 | Tom Hanks            | Captain Richard Phillips | Captain Phillips              |
| 2013 | Robert Redford       | Our Man                  | All Is Lost                   |
| 2014 | Eddie Redmayne       | Stephen Hawking          | The Theory of Everything      |
| 2014 | Steve Carell         | John Eleuthère du Pont   | Foxcatcher                    |
| 2014 | Benedict Cumberbatch | Alan Turing              | The Imitation Game            |
| 2014 | Jake Gyllenhaal      | Louis"Lou"Bloom          | Nightcrawler                  |
| 2014 | David Oyelowo        | Martin Luther King, Jr.  | Selma                         |